# Androïdes
 (janvier 2015).
Si vous disposez d'ouvrages ou d'articles de référence ou si vous connaissez des sites web de qualité traitant du thème abordé ici, merci de compléter l'article en donnant les références utiles à sa vérifiabilité et en les liant à la section « Notes et références ».
Androïdes est un clone de Lode Runner programmé par William Hennebois et publié par Infogrames pour les ordinateurs Thomson MO5 et Thomson TO7. Lors du Plan informatique pour tous de 1985, le jeu fût distribué avec les ordinateurs Thomson dans un très grand nombre d'écoles élémentaires de France.

## Déroulement du jeu
Cette version comporte dix tableaux de difficulté croissante, et il suffit juste de récupérer tous les paquets pour sortir. Le joueur a la possibilité de creuser des trous à gauche ou à droite si celui-ci se trouve sur un mur.

## Développement
Le jeu est entièrement programmé en assembleur 6809.
L'intelligence artificielle des androïdes est limitée, ils ne vous détectent que si vous êtes sur la même horizontale ou la verticale qu'eux.